# Неверово (Лукояновский район)
Неве́рово — село в составе Лопатинского сельсовета Лукояновского района Нижегородской области.

## Достопримечательности
В селе расположена Троицкая церковь 1785 года постройки — памятник градостроительства и архитектуры.

## Известные уроженцы и жители
В селе родился П.Г. Адамантов — церковный деятель русской эмиграции.